# Flow/BLADE RUNNER
『flow/BLADE RUNNER』（フロウ/ブレード ランナー）は、日本の歌手hitomiの25枚目のシングルである。2002年8月21日発売。発売元はavex trax。

## 概要
- CCCD

## 収録曲
1. flow (4:48)
作詞：hitomi、作曲：鈴木秋則、編曲：渡辺善太郎
  - TBS系「サバイバー」テーマソング
  - 三菱電機「ムーバD251i、ムーバD504i」CMソング
  - PVでhitomi本人が着ているドレスは人毛で作られている。
2. BLADE RUNNER (3:54)
作詞：hitomi、作曲：深見真帆、編曲：渡辺善太郎
  - 花王「AUBE」CMソング
3. プラスティック タイムマシーン[8・2・1version] (4:48)
作詞：小林亮三、作曲：CUNE、編曲：渡辺善太郎

## 収録アルバム
- SELF PORTRAIT (#1、6.14 Budokan Live version)
- HTM〜TIARTROP FLES〜 (#2,3)
- peace (#1,2)